# Lapemis curtus
Lapemis curtus är en ormart som beskrevs av Shaw 1802. Lapemis curtus ingår i släktet Lapemis och familjen giftsnokar och underfamiljen havsormar. Inga underarter finns listade i Catalogue of Life.
Arten förekommer i havet nära kusterna från Persiska viken över södra Indien, Sydostasien, den indonesiska övärlden, Filippinerna och Nya Guinea till norra Australien och Nya Kaledonien. Den kan dyka till ett djup av 55 meter. Denna orm föredrar områden med mjuk havsbotten. Individerna simmar ibland upp i floder med sötvatten. De äter olika fiskar, bläckfiskar och kräftdjur. Honor lägger inga ägg utan föder levande ungar.
Flera exemplar dör när de hamnar som bifångst i fiskenät. I Sydostasien fångas ormen för hudens skull. Trots hoten är Lapemis curtus fortfarande vanligt förekommande. IUCN kategoriserar arten globalt som livskraftig.